# 三眼桥街道
三眼桥街道，位于湖南省岳阳市岳阳楼区，2001年9月13日开始筹备，12月12日正式成立。街道办事处驻岳阳楼区花板湖路。

## 行政区划
三眼桥街道辖7个社区。
- - 桃花山社区、朝阳社区、尚书山社区、李家冲社区、麦子港社区、白杨坡社区、鲤鱼咀社区